# Estación de Ruffec
La estación de Ruffec es una estación ferroviaria francesa de la línea París - Burdeos, situada en la comuna de Ruffec, en el departamento de Charente, en la región de Poitou-Charentes. Por ella circulan principalmente trenes regionales que unen Châtellerault o Poitiers  con Angulema o Burdeos. También dispone de una conexión de alta velocidad con París.

## Historia
Fue inaugurada por la Compagnie du chemin de fer de Paris à Orléans el 28 de julio de 1853. En 1938 las seis grandes compañías privadas que operaban la red se fusionaron en la empresa estatal SNCF. Desde 1997 la gestión de las vías corresponde a la RFF mientras que la SNCF gestiona la estación.

## Descripción
Esta estación se compone de tres andenes, y ocho vías, de las cuales cinco se dedican al tráfico de mercancías. El cambio de vías se hace por un paso subterráneo. Dispone de atención comercial continua.

## Servicios ferroviarios

### Alta Velocidad
La pequeña localidad de Ruffec cuenta con la parada de un TGV atlántico en su ruta París - Burdeos.

### Regionales
Los trenes regionales TER Poitou-Charentes y TER Aquitania enlazan Châtellerault o Poitiers con Angulema o Burdeos. 